# Sergio Puglia
Sergio Puglia (Portici, 11 novembre 1972) è un politico italiano.

## Biografia
Vive a Portici in provincia di Napoli; di professione è consulente del lavoro.

### Elezione a senatore
Alle elezioni politiche del 2013 viene eletto al Senato della Repubblica, nelle liste del Movimento 5 Stelle nella circoscrizione Campania.
Alle elezioni politiche del 2018 viene rieletto senatore.
Il 28 marzo 2018 viene eletto segretario di presidenza del Senato della Repubblica.
Dal 24 gennaio 2019 al 26 gennaio 2021 Presidente della Commissione parlamentare per il controllo sull'attività degli enti gestori di forme obbligatorie di previdenza e assistenza sociale.
Dal 27 gennaio 2021 Capogruppo del Movimento 5 Stelle in Commissione parlamentare per il controllo sull'attività degli enti gestori di forme obbligatorie di previdenza e assistenza sociale.